# Piragna in Dub
Piragna in Dub è il terzo album di Sir Oliver Skardy, il secondo coi Fahrenheit 451, pubblicato nel dicembre 2011. È la versione dub del precedente album Piragna, con la presenza di alcuni inediti.

## Descrizione
Piragna in Dub è un album che nasce dalle alchimie sonore di Paolo Baldini e del suo team di produzione dub "Alambic Conspiracy"; uscito ad un anno di distanza dal precedente Piragna, è stato anticipato in rete da Fuck the Piragna - Extra Dub Versions (quattro versioni esclusive dei brani di Piragna in Dub scaricabili gratuitamente dal sito de La Repubblica XL). L'album ripropone i brani di Piragna rivisitati e arricchiti di nuovi arrangiamenti e di nuovi inserti vocali (parlati e cantati).
Sir Oliver Skardy si è così espresso nei riguardi del lavoro sul disco: «È il più bel disco di dub mai fatto in Italia! Il merito è sicuramente di Paolo Baldini che ha scovato delle sonorità al passo con quelle dei dub più blasonati a livello internazionale. Sono veramente contento di aver trovato un musicista molto esperto del genere che riesca finalmente a condurmi nei territori musicali che voglio esplorare».

### La copertina
Come per Piragna la copertina è del vignettista Vauro.
Essa rappresenta l'evoluzione storica dell'immagine dell'album precedente, essendo il disegno di una lisca di piranha inzuppata nello spritz: il chiaro riferimento è alla caduta del governo Berlusconi IV, come testimonia anche una dichiarazione di Skardy: «La copertina fotografa alla perfezione l'attuale situazione storica e politica italiana, noi infatti brindiamo alla caduta del governo e ci auguriamo che di questi Piragna siano rimaste ormai solo le lische».

## Tracce
1. Sarde in sàor (feat. Cantori di Burano) (Baldini - Rusca - Skardy) 4.42
2. Afterwork Dub (Baldini - Pettenello - Skardy) 3.54
3. Spritz Dub (Melodica Version) (Baldini - Manzo - Pettenello - Skardy) 3.50
4. Pentito's Dub (Baldini - Skardy) 3.37
5. Piranhas Dub (Baldini - Morelli - Skardy) 4.12
6. Walking Dub (feat. Giorgis) (Baldini - Ciatara - Duse - Manzo - Pettenello - Skardy) 4.01
7. Dub DJ (Baldini - Morelli - Skardy) 3.59
8. Deep Blue Pill Dub (Baldini - Manzo - Morelli - Pettenello - Skardy) 3.46
9. Poor Rich Dub (feat. Baby) (Baldini - Pettenello - Skardy - Numa) 3.53
10. Radio Dubbing (Baldini - Morelli - Skardy) 3.23
11. Hipocrity Dub (Baldini - Manzo - Skardy) 3.51
12. Honour Fi Dub (Baldini - Skardy) 5.04
13. Mr Bim Bum Dubstep (Baldini - Buresta - Manzo - Skardy) 5.13

### Sarde in sàor
Unico brano totalmente inedito di Piragna in Dub, Sarde in sàor si ispira ad un brano della
tradizione popolare veneziana, dedicato alla vita dei pescatori e alla preparazione del tipico piatto veneziato chiamato sarde in saor.
Insieme agli altri brani dell'album, il primo brano Sarde in sàor è ascoltabile nel canale ufficiale YouTube di Sir Oliver Skardy.

### Videoclip
Dell'undicesimo brano Hipocrity Dub è stato prodotto anche un videoclip ufficiale, condiviso nel canale YouTube di Skardy, dove è disponibile una playlist che permette lo streaming di tutto l'album.